# Sophie Bradley-Auckland
Sophie Elizabeth Bradley-Auckland (Nottingham, 20 ottobre 1989) è un'ex calciatrice inglese, di ruolo difensore. Ha giocato 28 partite con la nazionale inglese, partecipando al campionato mondiale 2011 e al campionato europeo 2013. Con la nazionale della Gran Bretagna ha preso parte ai Giochi della XXX Olimpiade.

## Carriera

### Club
Bradley-Auckland ha iniziato la propria carriera agonistica nelle squadre giovanili del Nottingham Forest, per poi passare nel 2006 a giocare col Leeds United. In breve tempo divenne titolare e poi assunse il ruolo di capitano della squadra. Col Leeds United disputò due finali della FA Women's National League Cup: nel 2007 giunse la sconfitta contro l'Arsenal, mentre nel 2010 giunse la vittoria del trofeo dopo aver battuto l'Everton.

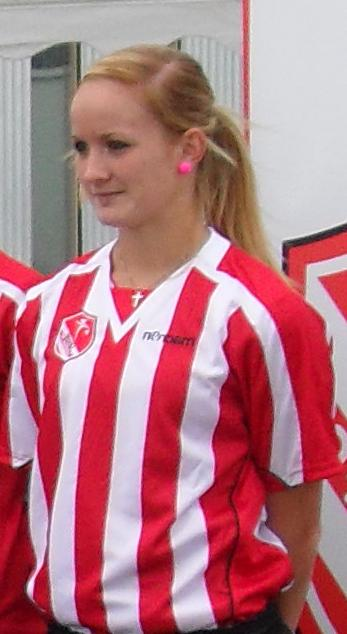
Sophie Bradley-Auckland con la maglia del Lincoln Ladies nel settembre 2010.

Nell'agosto 2010, assieme alla compagna di squadra Jessica Clarke, si trasferì al Lincoln City, una delle società ammesse alla prima edizione della FA Women's Super League. Al termine della stagione 2011 di FA Women's Super League tornò a giocare in prestito al Nottingham Forest. Tornata al Lincoln City per la stagione 2012, vi rimase fino al 2017; nel frattempo, nel 2014 la società si trasferì a Nottingham e cambiò denominazione in Notts County. Nel luglio 2014 subì un infortunio al ginocchio nel corso della partita di campionato contro lo Yeovil Town, che la tenne lontana dal campo per diversi mesi, costringendola a saltare anche la finale della FA Women's Cup 2015, persa dal Notts County contro il Chelsea. Tornò in squadra all'inizio del 2016 in occasione della fase di preparazione alla nuova stagione.
Scaduti i termini del contratto col Notts County, nel settembre 2017 si è trasferita al Doncaster Rovers Belles, giocando una stagione in seconda serie. Nonostante la vittoria del campionato, il Doncaster Rovers Belles rinunciò alla partecipazione alla Women's Super League nella stagione seguente, e Bradley-Auckland si trasferì al Liverpool, tornando a giocare in massima serie e prendendo in breve la fascia di capitano. La stagione 2019-20 venne sospesa a causa delle restrizioni imposte dalla pandemia di COVID-19 e il Liverpool venne retrocesso. Bradley-Auckland decise di sospendere la propria attività agonistica per dedicarsi alla gestione della casa di riposo di proprietà della sua famiglia a Nottingham. Decise poi di non rinnovare il contratto col Liverpool per continuare a gestire la casa di riposo.
Dopo un anno di sosta tornò a giocare nella stagione 2021-22 con lo Sheffield Utd nella Women's Championship. Si ritirò dal calcio agonistico al termine della stagione.

### Nazionale
Bradley-Auckland ha fatto parte della nazionale Under-19 dell'Inghilterra in occasione del campionato europeo 2007 di categoria, indossando la fascia di capitano. Nel corso del torneo, che la selezione inglese concluse al secondo posto, realizzò anche una rete nella vittoria la Francia nella fase a gironi. Nel 2008 è stata inserita nella rosa della nazionale Under-20 dell'Inghilterra in occasione del campionato mondiale 2008 di categoria.
Ha fatto il suo esordio con la nazionale maggiore il 21 agosto 2010, sostituendo Faye White nel secondo tempo della partita vinta 4-0 sull'Austria, ultima partita delle qualificazioni al campionato mondiale 2011. Nel 2011 la selezionatrice Hope Powell la inserì nella rosa della convocate alla fase finale del campionato mondiale 2011. Giocò tutte e tre le partite della fase a gironi, da sostituta contro Messico e Nuova Zelanda, mentre da titolare contro il Giappone.
Nel 2012 venne convocata da Hope Powell nella nazionale della Gran Bretagna che partecipò al torneo femminile di calcio ai Giochi della XXX Olimpiade, organizzati a Londra. Giocò tutte e tre le partite della fase a gironi, rimanendo in panchina nella partita dei quarti di finale, persa contro il Canada.
Nel 2013 fece parte della rosa della nazionale inglese che partecipò alla fase finale del campionato europeo 2013. A causa di un infortunio, disputò una sola partita del torneo, giocando da titolare nella sconfitta contro la Francia nella terza partita della fase a gironi, che sancì l'eliminazione delle inglesi. L'infortunio al ginocchio sofferto nel luglio 2014 e una serie di operazioni chirurgiche, necessarie anche per un successivo problema alla caviglia, di fatto, interruppe la sua carriera in nazionale e la costrinse a saltare il campionato mondiale 2015.

## Palmarès

### Club
- FA Women's National League Cup: 1

Leeds Carnegie: 2009-2010